# Матишке
Матишке (лит. Matiškė, пол. Miciewszczyzna) — деревня в Лентварском старостве, в Тракайском районе Вильнюсского уезда Литвы. Располагается в 3 км на западе от Кариотишек.

## Физико-географическая характеристика

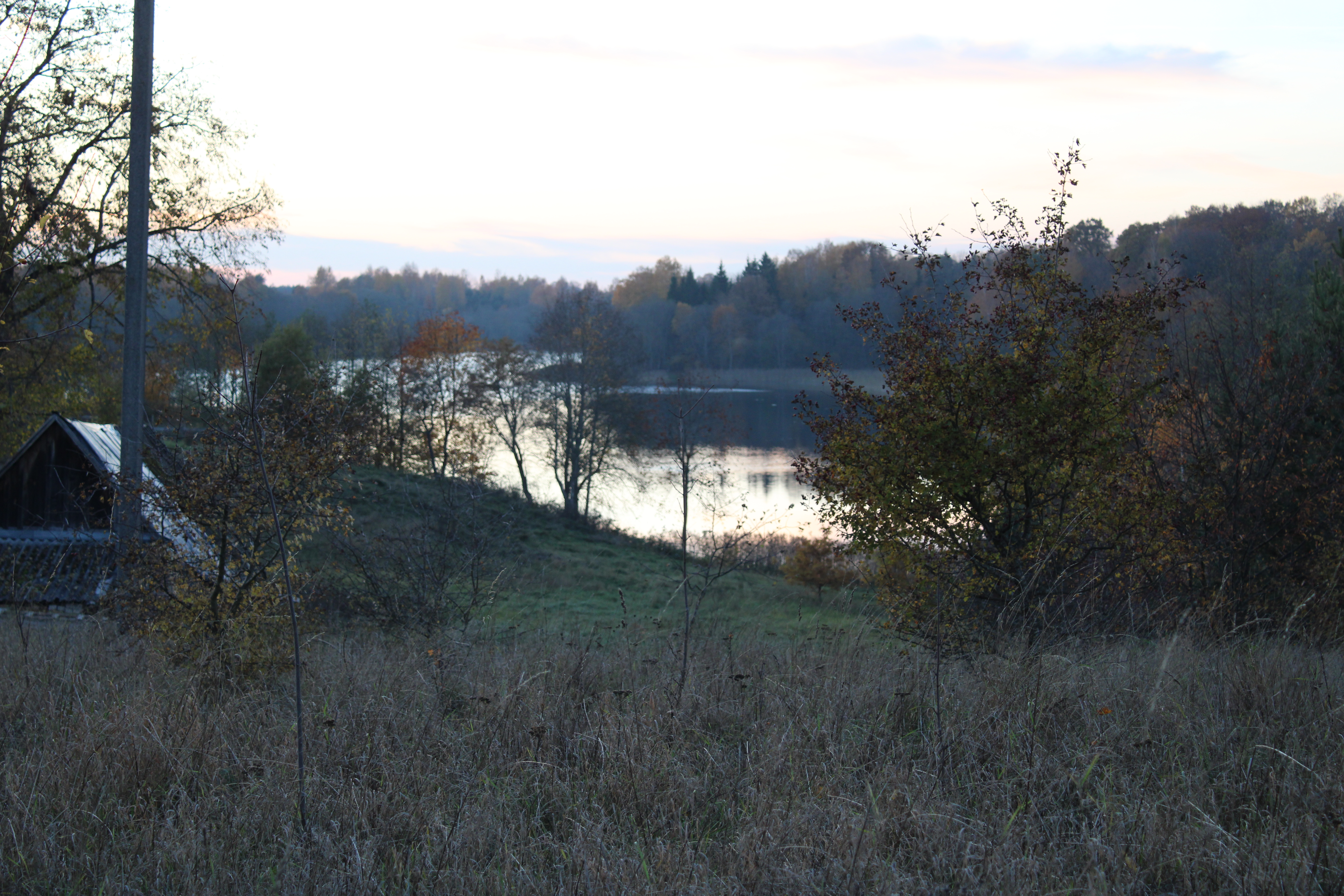
Озеро Бальтис

Располагается в 3 км на западе от Кариотишек. На севере деревни имеется озеро Бальтис, соединённое на западе искусственным каналом B-1 с Тракайским озером Скайстис и рекой Сайде с Лентварским озером Граужис на востоке.

## Население
| 1931                           | 1959 | 1970 | 1979 | 1989 | 2001 | 2011 | 2021 |
| ------------------------------ | ---- | ---- | ---- | ---- | ---- | ---- | ---- |
| 123                            | 91   | 100  | 65   | 30   | 24   | 44   | 51   |
| Гистограмма динамики населения |      |      |      |      |      |      |      |